# Biztosíték programtervezési minta
A biztosíték tervezési mintát a modern szoftverfejlesztésben használják. Célja a hibák felismerése és a felismert hibák megismétlődésének megelőzése, amely hibák a fenntartási idő alatt a külső szolgáltatások ideiglenes elérhetetlenségéből vagy váratlan rendszerproblémákból adódnak.

## Használati eset
Tegyük fel, hogy egy alkalmazás percenként százszor kapcsolódik az adatbázishoz, és az adatbázis összeomlik!
A felhasználó és a tervező ki akarják küszöbölni ezt a hibát. Gyors és hatékony hibakezelést akarnak; a tervező nem akarja megvárni az időtúllépést.
Biztosítékkal ellenőrizhető a külső szolgáltatás elérhetősége. A külső szolgáltatás lehet adatbázis vagy webszolgáltatás.
A biztosítéknak detektálnia kell a hibákat, és meg kell előznie, hogy az alkalmazás olyan akciót kezdeményezzen, amiről megjósolható, hogy sikertelen lesz.

## Megvalósítása
A megvalósítás azt igényli, hogy a biztosíték megtartsa a kapcsolat állapotát több kérésen át. Emiatt a biztosítékban működő állapotgépnek bizonyos értelemben konkurrensen kell futnia a rajta átmenő kérésekkel. Ez elérhető aszinkron módon.
Többnódusú (klaszterezett) szerveren a szolgáltatás állapotát az összes nódusnak ismernie kell, ezért a megvalósításnak perzisztens adatréteget kell tartalmaznia, cache-elnie kell. Tartalmazhat hálózati cache-t, mint Memcached vagy Redis, vagy helyi cache-t.
A biztosíték feljegyzi a szolgáltatás állapotát egy adott időszakban.
A szolgáltatás meghívása előtt a tároló rétegtől kérdezik le annak állapotát.

## Hatása a performanciára
A biztosító negatívan hat a legtöbb nem funkcionális tulajdonságra, viszont javítja a biztonságot. Hogy mennyire, az függ az adatrétegtől és a külső szolgáltatásoktól. Ebben a legfontosabb a cache típusa, legyen az helyi, hálózati, lemez vagy memória alapú.

## Példa
Az alábbi példa PHP nyelvű, és a MySQL szerver állapotát APC megosztott memória cache tárolja.

### Ellenőrzés
A következő szkript a crontabban beállított időszakonként fut..
```
$db
 
=
 
mysql_connect
(
'localhost'
,
'user'
,
'pass'
);

if
 
(
$db
 
===
 
false
)
 
{

    
apc_store
(
'dbStatus'
,
 
'down'
);

}
 
else
 
{

    
apc_store
(
'dbStatus'
,
 
'up'
);

    
@
mysql_close
(
$db
);

}

```

### Használata
```
if
 
(
apc_fetch
(
'dbStatus'
)
 
===
 
'down'
)
 
{

    
echo
 
"The database server is currently not available. Please try again in a minute."
;

    
exit
;

}

$db
  
=
 
mysql_connect
(
'localhost'
,
 
'user'
,
 
'pass'
);

$res
 
=
 
mysql_db_query
(
'database'
,
 
'SELECT * FROM table'
);

```

## Fordítás
Ez a szócikk részben vagy egészben  a   Circuit breaker design pattern című angol Wikipédia-szócikk fordításán alapul.  Az eredeti cikk szerkesztőit annak laptörténete sorolja fel. Ez a jelzés csupán a megfogalmazás eredetét és a szerzői jogokat jelzi, nem szolgál a cikkben szereplő információk forrásmegjelöléseként.